# Dharampur
Dharampur (en guyaratí: ધરમપુર ) es una ciudad de la India en el distrito de Valsad, estado de Guyarat.

## Geografía
Se encuentra a una altitud de 77 m s. n. m. a 377 km de la capital estatal, Gandhinagar, en la zona horaria UTC +5:30.

## Demografía
Según estimación 2011 contaba con una población de 22 775 habitantes.